# St. Anna (Spöck)

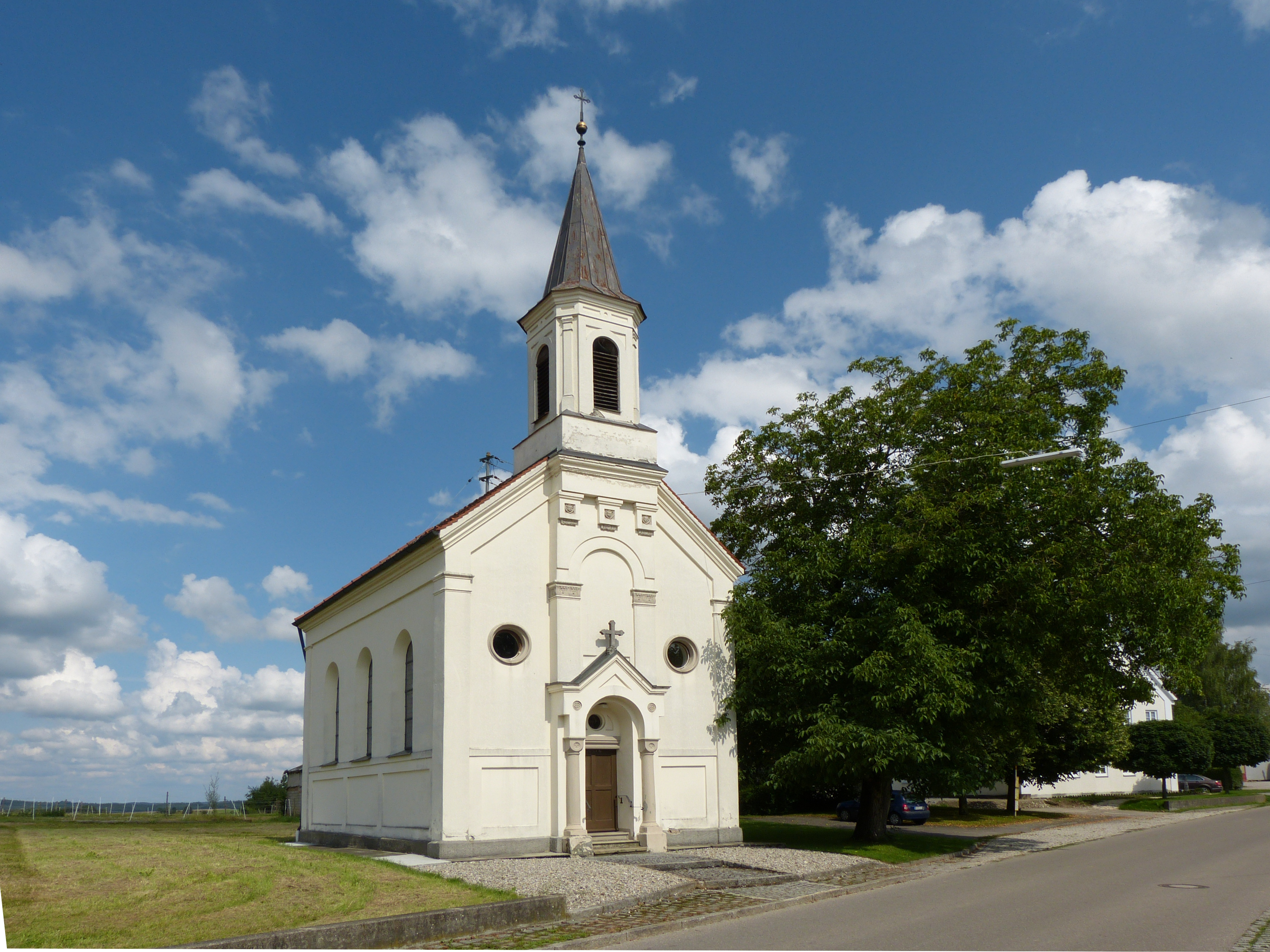
St. Anna in Spöck

St. Anna ist eine römisch-katholische Kapelle im oberschwäbischen Spöck, einem Ortsteil von Kirchheim in Schwaben.
1760 gestand die Herrschaft Kirchheim Spöck einen Heiligenpfleger zu. Wegen Einsturzgefahr wurde der Kapellenbau schräg gegenüber der heutigen Kapelle an der Westseite der Straße 1870 geschlossen und abgebrochen. Der Neubau erfolgte 1872 nach einem von Kreisbaurat Mark aus Augsburg überarbeiteten Plan des königlich bayerischen Baubeamten Caemmerer. Maurermeister Schwarz und Zimmerermeister Johann Schmid aus Kirchheim waren die ausführenden Handwerker. Eine Renovierung der Kapelle fand 1955 statt.
Der Bau  im Osten des Ortes ist neuromanisch und besitzt drei Achsen mit einem dreiseitigen Schluss. Die Fenster haben Rundbögen, im Westen ist eine Empore eingebaut. Über der Kehle besitzt die Kapelle eine Flachdecke. Nur die Westfassade ist etwas reicher gestaltet. Die Kapelle besitzt ein Portal mit zweisäuliger Ädikula und einen barockisierenden achteckigen Dachreiter. An dessen Hauptseiten befinden sich Rundbogenöffnungen, an den schmalen Diagonalseiten Pilaster. Der Spitzhelm ist blechgedeckt.
Von 1873 bis 1874 fertigte der Schreiner März aus Kirchheim den Altar nach einem Entwurf des Münchner Malers Thomas Guggenberger. Er ist neuromanisch mit einer viersäuligen Ädikula und einem Gemälde der heiligen Anna von Thomas Guggenberger. Seitlich befinden sich die Figuren des heiligen Josef und des Johannes Baptista von Josef Hilber aus Krumbach sowie eine Anna selbdritt aus der ersten Hälfte des 18. Jahrhunderts. Weitere Ausstattungsgegenstände sind ein neugotisches Kruzifix und ein Gemälde Mariahilf aus dem 18. Jahrhundert.